# Erwin Hartrad
Erwin Hartrad († 1410 in Frankfurt am Main), genannt der Junge, war Bürgermeister der Reichsstadt Frankfurt am Main.

## Herkunft
Die Familie Hartrad stammte ursprünglich aus Dieburg in der Dreieich, wo schon 1254 ein Schöffe Hartrad und ein Heinrich Hartradi (wohl sein Sohn) urkundlich genannt werden. Sie kam in der Mitte des 14. Jahrhunderts nach Frankfurt und gelangte dort in Verwandtschaft mit einigen der bedeutendsten Frankfurter Geschlechtern des späten Mittelalters, so den in der Patriziergesellschaft Alten-Limpurg organisierten Familien Knoblauch, Weiß von Limburg, Frosch und Faut von Monsberg. 
Erwin Hartrads Vater, Erwin Hartrad zum Dorrenbaum (erstmals genannt 1346), war ein wohlhabender Frankfurter Bürger, dessen Stammhaus zum dürren Baum am Kornmarkt stand. Von seinen Kindern war Katherine († 1366) mit dem Patrizier Henne Drutmann verheiratet, Hebel († nach 1417) in erster Ehe mit dem Edelknecht Dietrich Hune, in zweiter Ehe mit Werner Faut von Monsberg. Ein 1391 und 1392 als Schaffner zu St. Kathrinen bezeugter Erwin Hartrad könnte, sofern er nicht mit Erwin d. J. personengleich ist, dessen älterer Bruder gewesen sein; ein weiterer Bruder oder ein Neffe war vermutlich Henne (Johann) Hartrad, genannt Krone (letztmals erwähnt 1432), der nach Erwins Tod einer der Vormünder von dessen Tochter Adelheid ist.

## Leben und Wirken
Erwin Hartrad d. J. selbst erscheint erstmals im Frankfurter Einwohnerverzeichnis von 1387 und wird seit 1392 als Frankfurter Ratsherr erwähnt. Seit März 1395 urkundete er als Schöffe; 1398 wird er bei Verhandlungen Frankfurts mit den Städten Friedberg und Gelnhausen als Mitglied des Frankfurter Landgerichts genannt. Im selben Jahr war er stellvertretender Bürgermeister, in der Amtsperiode 1400/1401 dann Vertreter des Heinrich Weiß zum Weißen als Zweiter (Jüngerer) Bürgermeister. Als der Rat der Stadt im Jahr 1401 den Beschluss fasste, das baufällig gewordene alte Rathaus am Dom durch einen Neubau am Römerberg zu ersetzen, berief er Erwin Hartrad d. J. zum Baumeister, also zum Beauftragten des Rates, der die Planungen vorantreiben sollte. Tatsächlich wurde noch im selben Jahr ein Modell gefertigt und eine Schiffsladung Steinquader aus Miltenberg beschafft. Schon wenig später scheint man das Vorhaben allerdings fallengelassen zu haben; im Stadtrechenbuch sind seit 1402 nur mehr kleinere Ausgaben für das Projekt verzeichnet, und 1405 hatte man mit dem Ankauf des Hauses zum Römer und seinem Umbau zum Sitzungslokal eine kostengünstige Alternative gefunden.
1402 wurde Erwin zum Ersten (Älteren) Bürgermeister der Reichsstadt Frankfurt gewählt; in seine einjährige Amtszeit fällt die Gründung des ersten Frankfurter Bankhauses, des Wessils, durch den Rat der Stadt. In der Folgezeit vertrat Erwin die Stadt Frankfurt mehrmals als Gesandter auf Reichsversammlungen; 1404 ist er, zusammen mit dem Ratsherrn Clas Landskron, der erste namentlich bekannte Pfleger der Nikolai-Kirche am Römerberg. Im Dezember 1408 sowie von Januar bis März 1409 fungierte Erwin Hartrad als stellvertretender Reichsschultheiß (für Rudolf von Sachsenhausen) und urkundete noch bis November 1409 als Schöffe. Er starb 1410.
Von einer namentlich nicht bekannten Ehefrau aus der Patrizierfamilie der Faut von Monsberg hatte Erwin d. J. eine mit Henne Frosch verheiratete Tochter Adelheid (Elchin, † 1423). Aus einer zweiten Ehe Erwins stammte der Sohn Henne Hartrad († vor 1438).